# Ionische Vasenmalerei
Die Ionische Vasenmalerei war ein regionaler Stil der Griechischen Vasenmalerei.

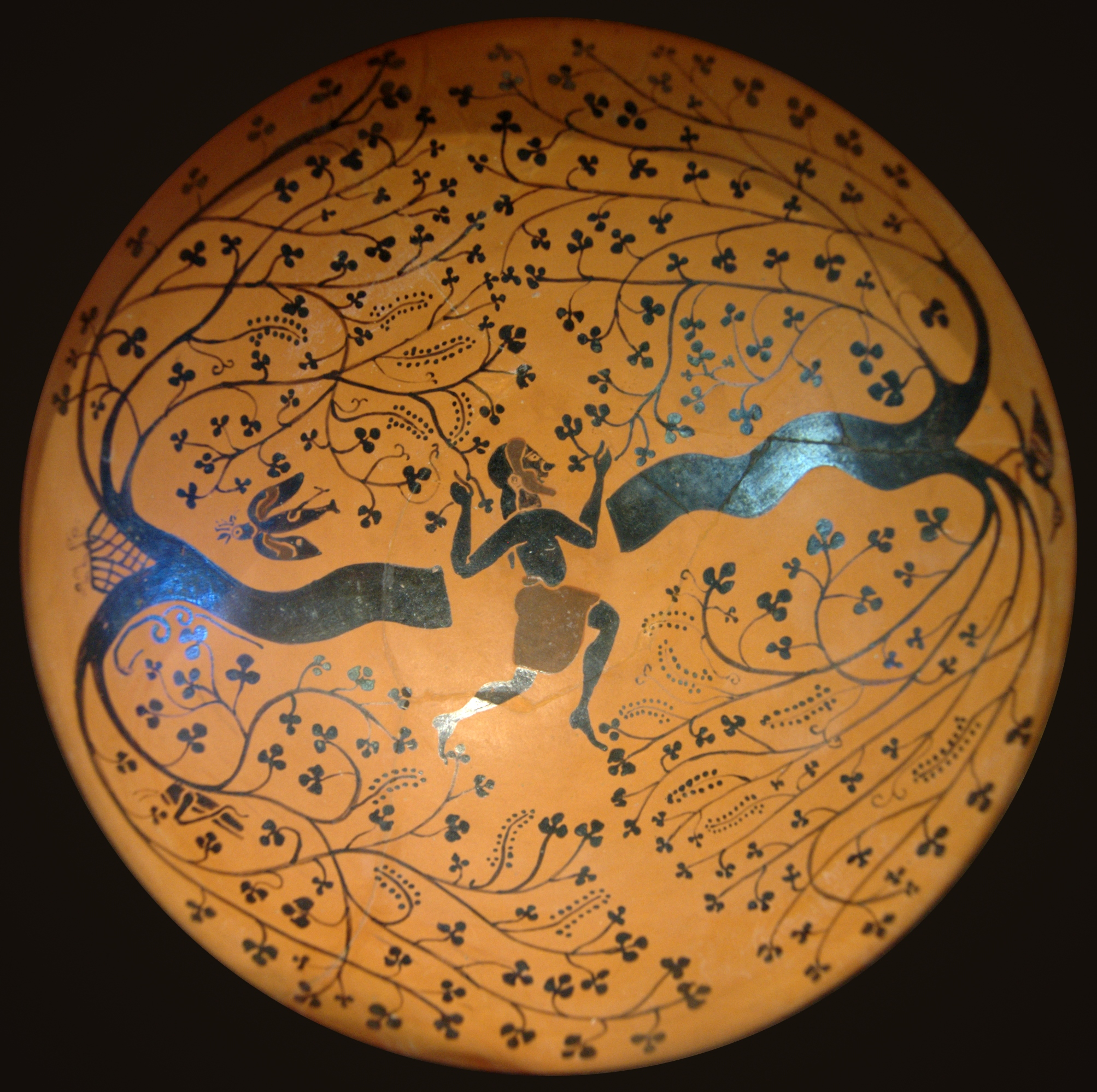
Sogenannte „Vogelfänger-Schale“, ionische Schale, um 550 v. Chr.

Der ionische Raum wurde erstmals als eigenständige Region innerhalb der ostgriechischen Vasenmalerei wahrgenommen, als sich, aus Nordionien kommend, der schwarzfigurige Ritzstil während der Endphase des Orientalisierenden Stils in Ostgriechenland ausbreitete. In der Endphase des Tierfriesstils ahmten Nordionische Künstler  korinthische Vorbilder nach. Schon im 7. Jahrhundert wurden in Ionien qualitativ hochwertige Vasen produziert. Seit etwa 600 v. Chr. wurde der schwarzfigurige Stil ganz oder als Teil der Verzierung von Vasen verwendet. Neben Regionalstilen (Klazomenai, Ephesos, Milet, Chios, Samos), die sich allmählich ausbildeten, gab es vor allem in Nordionen nicht genauer lokalisierbare Stile. Weit verbreitet sind Salbölgefäße nach lydischem Vorbild (Lydion), die meist jedoch nur mit Streifen verziert sind. Daneben gibt es auch originelle Bilder, etwa einen Skythen mit einem baktrischen Kamel oder Satyr und Widder. Bei einigen Stilen ist die Zuweisung sehr umstritten. So weist die Northampton-Gruppe starke ionische Einflüsse auf, doch ist sie wohl – möglicherweise durch Einwanderer aus Ionien – in Italien geschaffen worden.